# Filow (Webvideoproduzent)
Filow (* 16. Februar 2001 in Potsdam; eigentlich Felix Nier) ist ein deutscher Webvideoproduzent und Musiker.

## Leben
Felix Nier wuchs in Potsdam auf. Kurz nach seinem Abitur zog er 2020 nach Berlin. Aktuell wohnt er in Köln. Er bespielt verschiedene Social-Media-Kanäle wie YouTube, Twitch, Instagram und TikTok. Er steht bei 1UP Management unter Vertrag. 2021 nahm er an einem Wettbewerb von Red Bull teil und wurde zusammen mit Ollimeee offizieller Moderator des Red-Bull-Twitch-Kanals. Auf seinen Kanälen bedient er vor allem Comedy-Segmente. Im Rahmen der Gamescom kam es zu einem Zwischenfall, der ihn eine Reihe von Followern kostete, nachdem er behauptete, einen anderen Webvideoproduzenten von der Gästeliste ausgeladen zu haben. Weitere Kritik erhielt er für ein Blind-Date-Video, bei dem er eine Rolle spielte. Seit 2022 produziert er außerdem Musik. 2024 trat er zusammen mit dem Frankfurter Duo Mehnersmoos beim Splash! auf. Mit beiden produzierte er den Song Lieber Gott. Bei Spotify hat er knapp 1,6 Millionen monatliche Zuhörer (Stand: 31. Juli 2025).
Bekannt wurde er mit dem Song Rasenschach, den er während der Fußball-Europameisterschaft 2024 in Deutschland produzierte. Das Lied ist laut Disclaimer im Livestream innerhalb von drei Stunden entstanden. Es handelt sich weniger um ein klassisches Fußballlied, als vielmehr um eine Parodie auf einen Fußballsong. Filow rappt in stark übertriebenem Berliner Dialekt zotige Witze, sexuell konnotierte Wortspiele, chauvinistische Sprüche und militant antifaschistische Parolen („Wir töten alle Nazis und ihr Hakenkreuz“), zitiert den Partyschlagersong Pyrotechnik der Balkonultras und parodiert übersteigerten Patriotismus. Er selbst bezeichnet den Song als Spiel mit Stereotypen. Der Song erreichte Platz 58 der deutschen Charts.
Im September 2024 erschien sein Album Icke, das in der Veröffentlichungswoche Platz 28 in Deutschland erreichte. Mit dem Album ging er im Januar 2025 in fünf deutschen Städten auf Tour.
Der im März 2025 gemeinsam mit Ikkimel produzierte Song „Jiggy“ erreichte Platz 3 der deutschen Singlecharts.

## Diskografie
Studioalben
- 2024: Icke

Singles
- 2023: Glücksbringer (2 iPhones)
- 2023: Cheatcode
- 2023: Schiff
- 2023: Super Sex Bass (mit yani5000)
- 2024: Red Flags
- 2024: Rasenschach
- 2024: Lieber Gott (mit Mehnersmoos)
- 2024: Turbo
- 2024: Atze seit Tag 1 (mit Frauenarzt)
- 2024: Chopard
- 2024: Kiwi (mit Chapo102)
- 2025: BASS (mit yani5000 & fliggsy)
- 2025: Jiggy (mit Ikkimel & Lucry & Suena)
- 2025: Déjà-Vu (Sailor V) (mit 9inebro)